# Rosendo de Celanova

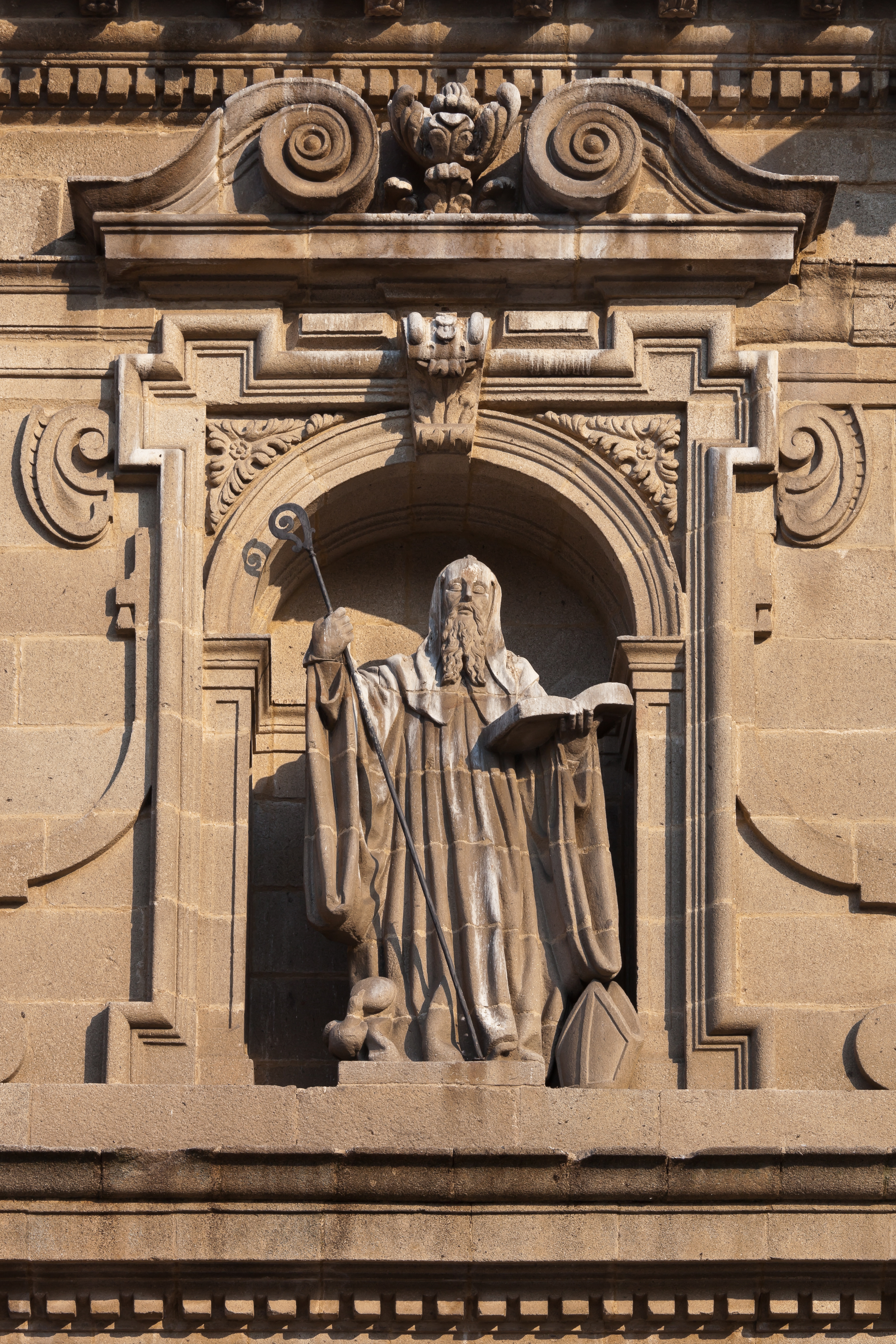
Statue von San Rosendo am Kloster San Salvador de Celanova

Rosendo de Celanova (* 26. November 907; † 1. März 977) war ein galicischer Adliger und Kirchenführer. Unter dem Namen San Rosendo wurde er von der katholischen Kirche heiliggesprochen. Weitere Namen, unter denen er bekannt ist, sind Rosendo Gutérrez, Rudesindus Guterri (lateinisch) und Heiliger Rudesind. Er war Bischof von Mondoñedo und von Iria Flavia und eine Person von großem politischem Einfluss im Galicien des 10. Jahrhunderts.

## Religiöser und kultureller Einfluss
Rosendo gründete 934 das Kloster Caaveiro und 936 das Kloster Celanova. Besonders letzteres setzte entscheidende Impulse für das Ordensleben und war Triebkraft der religiösen Erneuerung.
Sein Einfluss trug dazu bei, dass sich in Galicien ein präromanischer Baustil durchsetzte. Beispiele davon sind die Kapelle San Miguel de Celanova und die Ruine von San Martiño de Pazó. Der Graf Froila Gutiérrez, bekannter als San Froilán, hatte diese Kirche im mozarabischen Stil erbauen lassen.

## Leben
Im frühen 10. Jahrhundert war Galicien ein christliches Machtzentrum auf der mehrheitlich vom muslimischen al-Andalus beherrschten iberischen Halbinsel. Alfons III. von Asturien teilte, germanischem Brauch folgend, im Jahr 910 sein Königreich unter seinen drei Söhnen García I. von León, Ordoño II. von León und Fruela II. auf. Nach dem Tod seiner Brüder vereinigte Fruela die Gebiete wieder unter seiner Herrschaft am Hof von León.
Mit der Reconquista verlagerte sich das christliche Machtzentrum weg von Galicien. Es folgten interne Machtkämpfe am Hof von León, die Galicien in feudale Anarchie und in ein Machtvakuum stürzten. Diese Umstände bestimmten die Lebenszeit Rosendos. Die Epoche der Wirren begann nämlich schon mit dem Tode Alfons III. von Asturien im Jahre 910 und dauerte bis zum Tod von Bermudo III. in der Schlacht von Tamaron im Jahr 1037.
Als Element ihrer Machtpolitik setzten die Monarchen Mitglieder von Adelsfamilien als Bischöfe der galicischen Bistümer ein, um sich so gleichzeitig die Loyalität des Adels und der katholischen Kirche zu sichern. Die Kirchenämter wurden innerhalb der Adelsfamilien weitergereicht. Auch Rosendo wurde das Amt des Bischofs von Mondoñedo von seinem Onkel Savarico übertragen; er selbst übertrug es später wiederum seinen Neffen.
955 ernannte ihn König Ordoño III. zum Statthalter über die Gebiete von Riocaldo an der südlichen Grenze Galiciens bis Santa Maria Ortiguera an der kantabrischen Küste.
970 übernahm Rosendo den Bischofsstuhl von Iria Flavia. Sein Vorgänger Sisnando Menéndez war in der Schlacht von Fornelos von 968 gegen Wikinger ums Leben gekommen. Den Bischofsstuhl von Iria Flavia hielt Rosendo bis zum Konzil von León 974 inne. Seine letzten Lebensjahre verbrachte er zurückgezogen im Kloster Celanova.

## Relikte
Eine Mitra, ein Bischofsstab, einige Kämme und ein Ring werden ihm zugeschrieben. Letzterer stammt allerdings aus römischer Zeit; in den Stein ist ein Abbild des Gottes Jupiter eingraviert. Allerdings ist es möglich, dass Rosendo die Gravur für eine Darstellung des Gottes der Christenheit hielt.